# Circuit du Mont Ventoux
Il Circuit du Mont Ventoux (it Circuito del Mont Ventoux), era una corsa in linea maschile di ciclismo su strada che si svolgeva attorno al Mont Ventoux, in Francia, dal 1935 al 1960.

## Storia
La manifestazione ha avuto quattordici edizioni tra il 1935 e il 1960. Fu una gara in linea a parte nel 1939, 1941, 1942 e 1948 anni in cui si è svolta a tappe.
Tra i vincitori si annoverano il francese Raymond Poulidor e Fermo Camellini, all'epoca ancora cittadino italiano, l'unico a vincere due edizioni.

## Albo d'oro
Aggiornato all'edizione 1960.
| Anno | Vincitore              | Secondo             | Terzo                                 |
| ---- | ---------------------- | ------------------- | ------------------------------------- |
| 1935 | Alfred Weck            | Ettore Molinaro     | Maxime Ongaro                         |
| 1936 | Maxime Ongaro          | Gaspard Rinaldi     | Dante Antoine Gianello                |
| 1937 | Fabien Galateau        | Nello Troggi        | Enrico Mollo                          |
| 1938 | Dante Antoine Gianello | Edouard Molinar     | Decimo Bettini                        |
| 1939 | Fermo Camellini        | Augustin Bettini    | Antoine Dignef                        |
| 1941 | Fermo Camellini        | Celestino Camilla   | Eugène Galliussi                      |
| 1942 | Eugenio Galliussi      | Antonio Prior       | Lucien Teisseire                      |
| 1943 | Pierre Brambilla       | Albert Van Schendel | Fabien Galateau                       |
| 1947 | Edouard Fachleitner    | Pierre Tacca        | Apo Lazaridès                         |
| 1948 | Daniel Orts            | Paul Neri           | Roger Rondeaux & Edouard Pamboukdjian |
| 1951 | Edouard Pamboukdjian   | Jean Dotto          | René Genin                            |
| 1952 | Piero Polo             | Renè Genin          | Michel Llorca                         |
| 1953 | Pierre Molinéris       | Siro Bianchi        | Jean Hobjanian                        |
| 1960 | Raymond Poulidor       |                     |                                       |